# Денисов Олександр Мирославович
Олександр Мирославович Денисов (нар. 1 січня 1984, Жашків) — український військовик, прапорщик Збройних сил України. Учасник війни на сході України.

## З життєпису
У 2007 році брав участь у місії сил ООН у Косово.
Командир танка 72-ї окремої механізованої бригади.

## Нагороди
- Орден «За мужність» III ступеня (26 лютого 2015) — за особисту мужність і героїзм, виявлені у захисті державного суверенітету та територіальної цілісності України, високий професіоналізм, вірність військовій присязі[1]
- Медаль за миротворчу місію ООН у Косово (UNMIK)